# František Čížek (advokát)

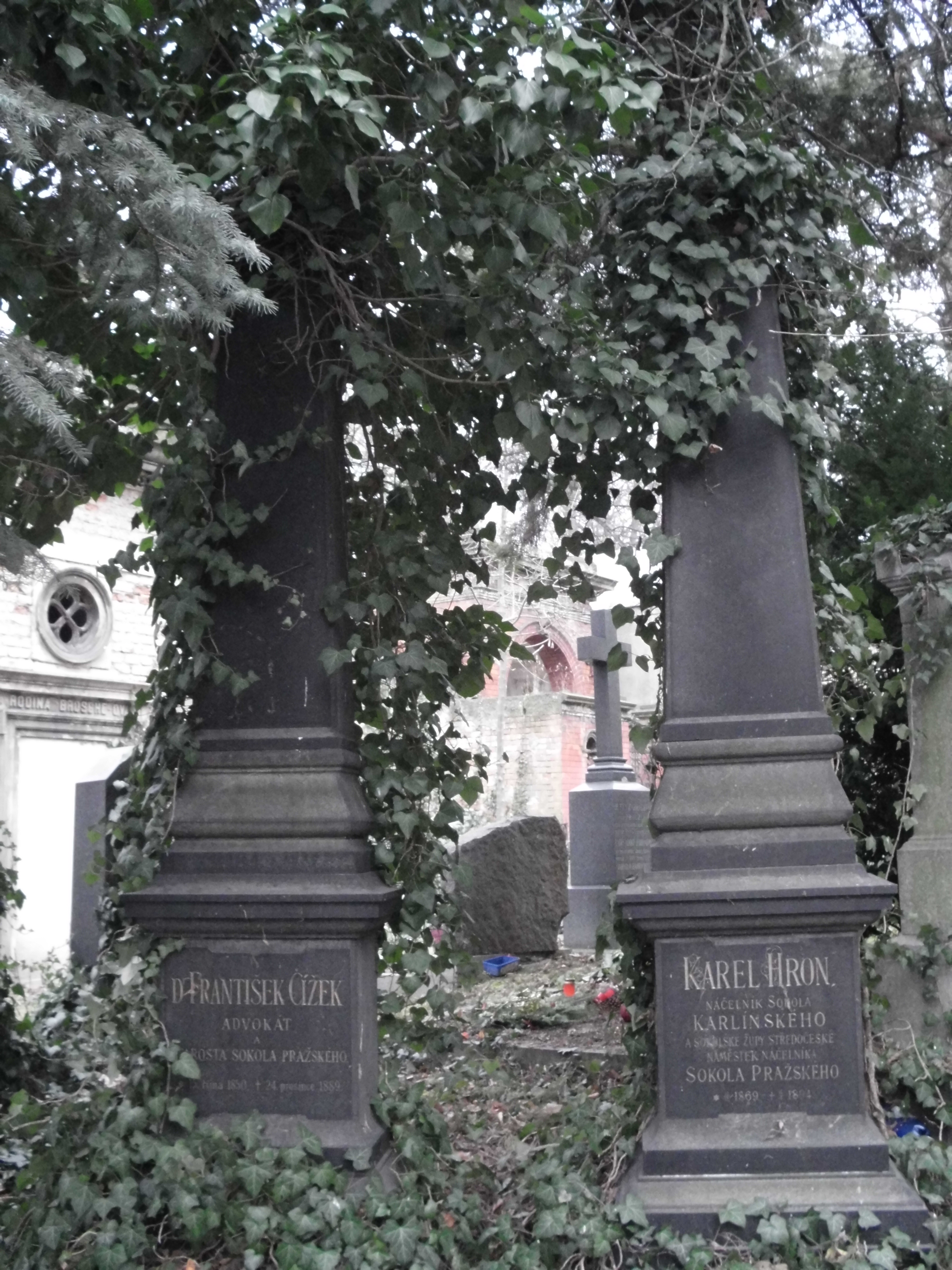
Náhrobky Františka Čížka (vlevo) a Karla Hrona na Olšanských hřbitovech

František Čížek (15. října 1850 Křelina — 24. prosince 1889 Praha) byl český advokát a veřejný činitel. Dlouhodobě se angažoval v sokolském hnutí (1874 přijat do cvičitelského sboru, 1878 náměstek náčelníka Sokola pražského, 1883 tamtéž místostarosta, 1889 náčelník České obce sokolské a starosta Sokola pražského). Byl členem výboru Národní jednoty severočeské a spoluzakladatelem Klubu českých turistů. Současníci jej oceňovali za obětavou organizátorskou činnost v Sokole a nezištnou pomoc příslušníkům české menšiny v pohraničí.

## Život
Narodil se 15. října 1850 v Křelině u Jičína v chudé rodině. Rodiče věnovali všechny peníze na jeho vzdělání. Vystudoval jičínské gymnázium a roku 1872 byl přijat na pražskou právnickou fakultu. Již jako student vstoupil do Sokola a do Akademického čtenářského spolku. Během studií rovněž sloužil v armádě jako jednoroční dobrovolník. Získal tam řadu cenných zkušeností a propuštěn byl v hodnosti poručíka.
V roce 1874 byl v Sokole přijat do cvičitelského sboru, jehož důležitým úkolem v té době bylo, vytvořit a zdokonalit soustavu cvičení. Věnoval se rovněž šermu u náčelníka Tyrše a jeho náměstka Josefa Müllera.
V druhé polovině 70. let se Sokol dostal do potíží, mimo jiné kvůli Tyršově chronické nemoci a jeho časté nepřítomnosti kvůli zdravotním pobytům v zahraničí. Roku 1878 byl Čížek zvolen náměstkem náčelníka a po Tyršově smrti převzal v této funkci na určitou dobu vedení. Projevoval se jako rázný a zkušený vůdce. Vyžadoval železnou kázeň a disciplínu, přísně vytýkal nedostatky a nedbalost, na stížnosti odpovídal zadáním úkolu stěžovateli. Napomenutí občas doplnil „úderem na záloktí“, které se stalo v Sokole tak známým, že o něm byla složena humorná báseň. Účastnil se většiny výletů a slavností, což mu získalo velkou oblibu.
V roce 1877 získal doktorský titul a byl zvolen do právního výboru Sokola. Roku 1883, kdy si otevřel vlastní advokátní kancelář, byl zvolen místostarostou a předsedou výboru druhých sokolských slavností (nakonec nepovolených).
Podílel se i dalších veřejných aktivitách. Roku 1876 byl zvolen starostou Akademického čtenářského spolku, v roce 1885 se stal členem výboru nově zřízené Národní jednoty severočeské a později náměstkem starosty (A. P. Trojana), během jehož nepřítomnosti řídil schůze. Pomáhal při zakládání spolkového časopisu Česká stráž. Velkou vděčnost si získal od příslušníků české menšiny v pohraničí, které často právně zastupoval, v mnoha případech bezplatně. Spoluzakládal Klub českých turistů a byl členem i dalších sdružení.
Byl velmi sportovně založený, měl statnou postavu, projevoval sílu, životní energii a svěžest. K jeho oblíbeným aktivitám patřil šerm a jezdectví, často projížděl na koni okolí Prahy. Slibnou budoucnost mu ale předčasně ukončil nádor na mozku. V červenci 1888 mu už nemoc působila závratě při každém rychlejším pohybu. Na radu lékaře odjel na léčení do Karlových Varů a Kysiblu, vrátil se ale odtud ještě v horším stavu, upoutaný na lůžko. Nepolevoval ale v aktivitě. Roku 1889 byl po smrti Gabriela Žižky (proti němuž neúspěšně kandidoval již roku 1887) zvolen starostou Sokola pražského a rovněž prvním náčelníkem České obce sokolské. Nechával se dopravovat na schůze a řídil je, v bytě organizoval setkání cvičitelů, z lůžka organizoval spolkovou činnost. Zemřel na mrtvici 24. prosince 1889, pohřben byl na Olšanech.
Čížek byl velmi oceňovaný jako nezištný vlastenec, rázný organizátor a pevný charakter. Jeho advokátní kancelář se těšila dobré pověsti. Stal se čestným členem sokolské organizace v Jičíně a Duchcově, v druhém případě jako odměnu za právní zastupování. Jeho pohřbu se účastnili zástupci šedesáti sokolských jednot. Na smutečním shromáždění připomněl jeho zásluhy mimo jiné první místopředseda pražského Sokola Josef Víšek, předseda České obce sokolské Jan Podlipný a starosta Národní jednoty severočeské Trojan.